# Libellago xanthocyana
Libellago xanthocyana là loài chuồn chuồn trong họ Chlorocyphidae. Loài này được Selys mô tả khoa học đầu tiên năm 1869.